# Прокул
Вижте пояснителната страница за други личности с името Прокул.
Прокул (на латински: Titus Aelius Proculus; Тит Елий Прокул), е римски узурпатор през 280 г.

## Биография
Прокул въстава срещу управлението на император Проб. Той е военачалник и голям галски земевладелец от областта Лугдун (съвр. Лион). Произхожда от племето на албигавните, които обитавали римската провинция Приморски Алпи. В „История на Августите“ се казва, че Прокул и неговите предци, натрупали състоянието си от разбойничество и грабежи. Прокул служи в римската война и заема длъжността трибун.
За причините за въстанието е написано следното:
„Той имал жена, жена с мъжки характер, която го и подтикнала към това безумно дело; името ѝ било Самсо, но това име и било дадено впоследствие, по-рано се наричала Витуригия“.
Но това вероятно е измислица на авторите. По-вероятно е, че Прокул се обявява за император по предложение на жителите на Лугдун, които се страхуват от Проб. Своят син Веренинан, Прокул иска да обяви за съвладетел. Узурпаторът въоръжава със свои пари 2000 роби. Помагат му и франките. Въстанието на Прокул протича паралелно с това на друг узурпатор – Бонос, с който си сътрудничи. След връщането на император Проб от похода срещу Сасанидите, Прокул отива на север в Галия. Франките предават узурпатора, който е разбит от Проб и убит. Скоро е потушено и въстанието на Бонос.